# Aeschropteryx praecurvata
Aeschropteryx praecurvata là một loài bướm đêm trong họ Geometridae.